# Lancia Alfa
Lancia Alfa är en personbil, tillverkad av den italienska biltillverkaren Lancia under 1908.
Vincenzo Lancia presenterade sin första bil på bilsalongen i Turin 1908. Logiskt nog kallades den Alfa, efter grekiska alfabetets första bokstav. Bilen var ytterst konventionell, med motor fram och drivning på bakaxeln via en kardanaxel. Fram- och bakaxel var stela och upphängda i längsgående bladfjädrar. Den fyrcylindriga sidventilsmotorn hade pargjutna cylindrar. Det som skilde Lancias bilar från konkurrenterna var den höga kvaliteten och tillförlitligheten.